# ビテュニアのマリーナ
聖マリーナまたはビテュニアのマリーナ（伊: Santa Marina della Bitinia、? - 750年頃）は、8世紀頃のキリスト教の聖人である。聖マリナとも。ヴェネツィアのカトリック教会などで崇敬されている。同名の聖人にアレクサンドリアのマリーナが存在し、混同される場合がある。

## 人物
マリーナは8世紀のビテュニアの聖女とされる。マリーナは『ローマ殉教史』に記載されており、カトリック教会では6月18日が記念日であるが、正教会では2月8日または、2月12日。東方諸教会では2月8日である。また、ヴェネツィアに聖遺物が移された日である7月17日は移居記念日とされている。マリーナにまつわる伝説は修道士処女伝説の一つとされ、聖マルガリタ、聖ペラギアとしばしば同一視される。

## 聖人伝
マリーナの父親が修道院に入ることになった為、父親はマリーナを男装させ一人息子として一緒に修道院に入った。以降、マリーナはマリノスとして修道生活を送るようになった。マリノスが17歳の時、父親は死期を悟り、誰にも女であることを明かさないように命じた。
マリノスは修道院での仕事の為に、ある人物の家に泊まることが多かった。ある日、その家の娘がとある騎士の子供を宿したが、困った娘はマリノスに犯されたからだと嘘を言った。しかし問い詰められたマリノスは罪を認め、慈悲を願った。このために修道院の外に追放されることになった。マリノスは修道院の門の近くに住み、パン屑を拾って暮らすようになった。娘の子が生まれるとその子を引き取り、さらに2年ほど暮らしたのちに修道院に戻され、下働きをして暮らした。
マリノスの死後、修道士たちが遺体を洗おうとしたときに、マリノスが女性であったことが判明した。修道士たちは許しを請い、マリーナの遺体は礼拝堂内に葬られた。嘘をついた娘は悪霊に取りつかれ、罪を白状することとなったが、娘がマリーナの墓前に近づくと悪霊は去った。

## 聖遺物
マリーナの聖遺物は1230年にコンスタンティノープルからヴェネツィアの聖マリーナ教会に移された。のちにいくつかの聖遺物はパリ教区の教会に移され、保管されている。

## 文化

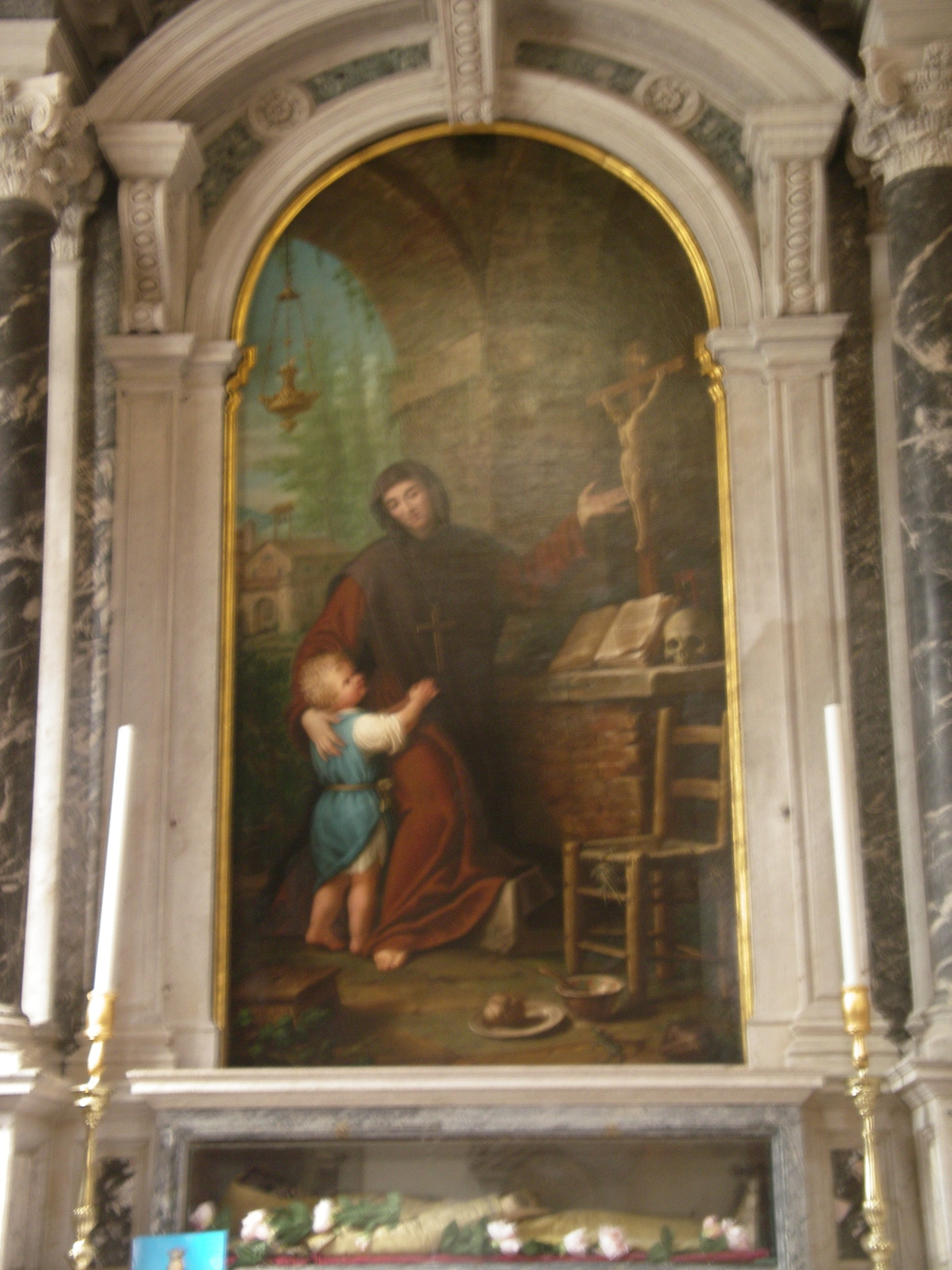
聖マリナの祭壇画

### イコノグラフ
マリーナを描いた祭壇画はいくつか存在し、修道女の服装で赤ん坊を抱いている姿で描かれる場合が多い。

### 文芸
芥川龍之介は黄金伝説の聖マリーナの聖人伝を下敷きに『奉教人の死』を執筆した。